# Rhame (Dakota del Norte)
Rhame es una ciudad ubicada en el condado de Bowman en el estado estadounidense de Dakota del Norte. En el censo de 2010 tenía una población de 169 habitantes y una densidad poblacional de 43,36 personas por km².

## Geografía
Rhame se encuentra ubicada en las coordenadas 46°14′5″N 103°39′19″O / 46.23472, -103.65528. Según la Oficina del Censo de los Estados Unidos, Rhame tiene una superficie total de 3.9 km², de la cual 3.9 km² corresponden a tierra firme y (0%) 0 km² es agua.

## Demografía
Según el censo de 2010, había 169 personas residiendo en Rhame. La densidad de población era de 43,36 hab./km². De los 169 habitantes, Rhame estaba compuesto por el 98.22% blancos, el 0% eran afroamericanos, el 0% eran amerindios, el 0% eran asiáticos, el 0% eran isleños del Pacífico, el 0% eran de otras razas y el 1.78% pertenecían a dos o más razas. Del total de la población el 0% eran hispanos o latinos de cualquier raza.